# Olivetti Valentine
La Olivetti Valentine es una máquina de escribir manual portátil fabricada y comercializada por la empresa italiana Olivetti, que combina el mecanismo interno de la máquina de escribir Lettera 32 de la empresa con la carcasa de plástico rojo brillante característica y una caja de plástico a juego como funda. Diseñada en 1968 por el consultor de Olivetti nacido en Austria, Ettore Sottsass (padre del Grupo Memphis), quien fue asistido por Perry A. King y Albert Leclerc, la máquina de escribir se presentó en 1969 y fue una de las primeras y más icónicas máquinas de escribir con cuerpo de plástico.
A pesar de ser un producto caro, funcionalmente limitado y algo mediocre en lo técnico, que no logró tener éxito en el mercado, la Valentine «subvirtió el statu quo» del diseño de máquinas de escribir, capturó el zeitgeist de la contracultura posterior a 1968, y, en última instancia, se convirtió en un ícono internacional célebre, en gran medida debido a su diseño expresivo.
El Valentine forma parte de las colecciones permanentes del Museo Metropolitano de Arte, el Museo de Arte Moderno y el Museo Nacional de Diseño Cooper-Hewitt de Nueva York; el Design Museum de Londres y el Museo de Victoria y Alberto; el Museo Powerhouse de Sídney; así como de la Trienal de Milán en Milán.
El poeta Giovanni Giudici, que trabajaba con Olivetti, describió la Valentine como «una Lettera 32 disfrazada de chica de los años sesenta». Con el tiempo, el propio Sottsass – consideraba la Valentine el Bic Biro/Cristal de las máquinas de escribir – se cansó de su diseño, calificándolo de «demasiado obvio, un poco como una chica con una falda muy corta y demasiado maquillaje».

## Diseño y desarrollo

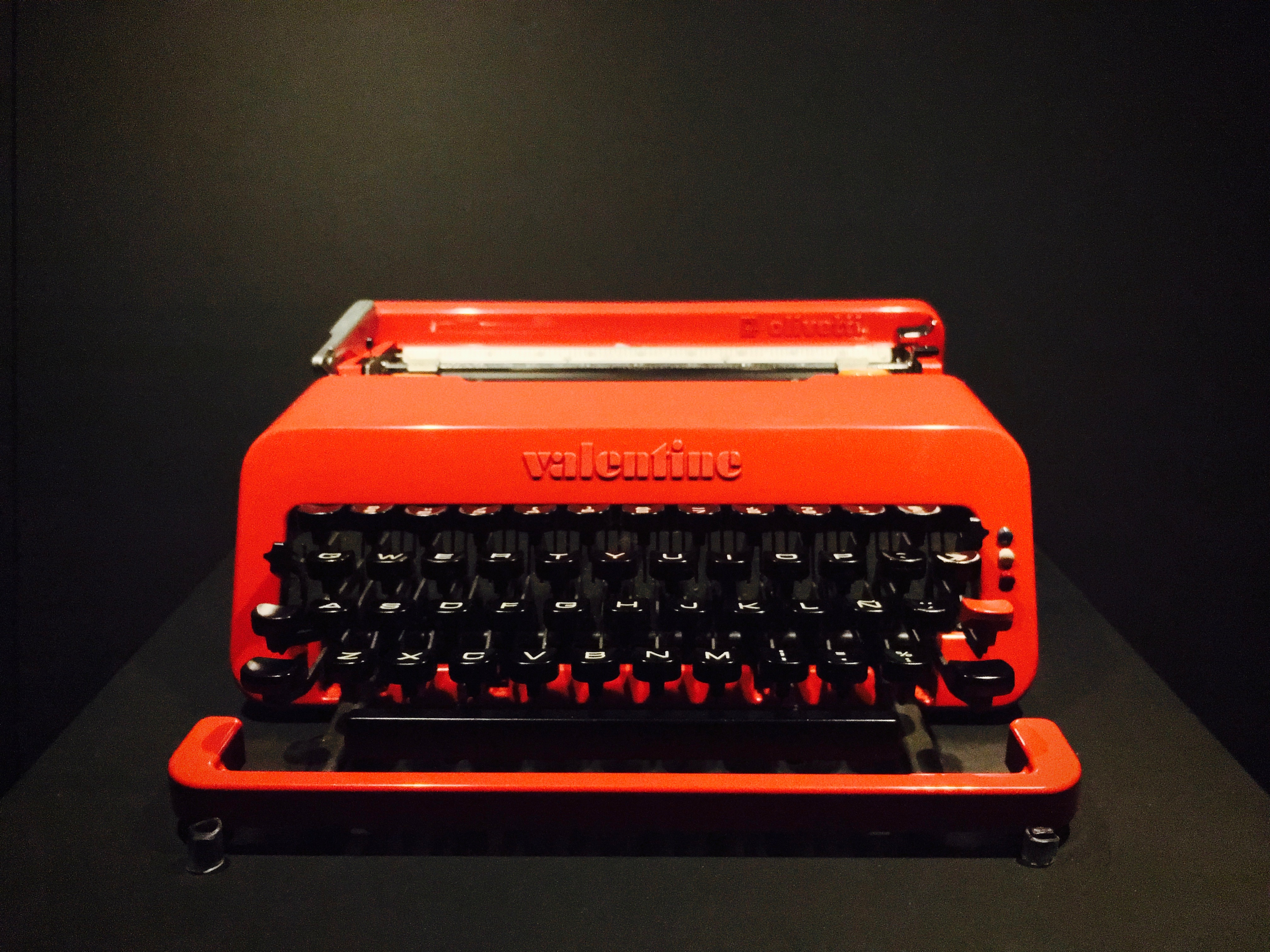
Olivetti Valentine (vista frontal).

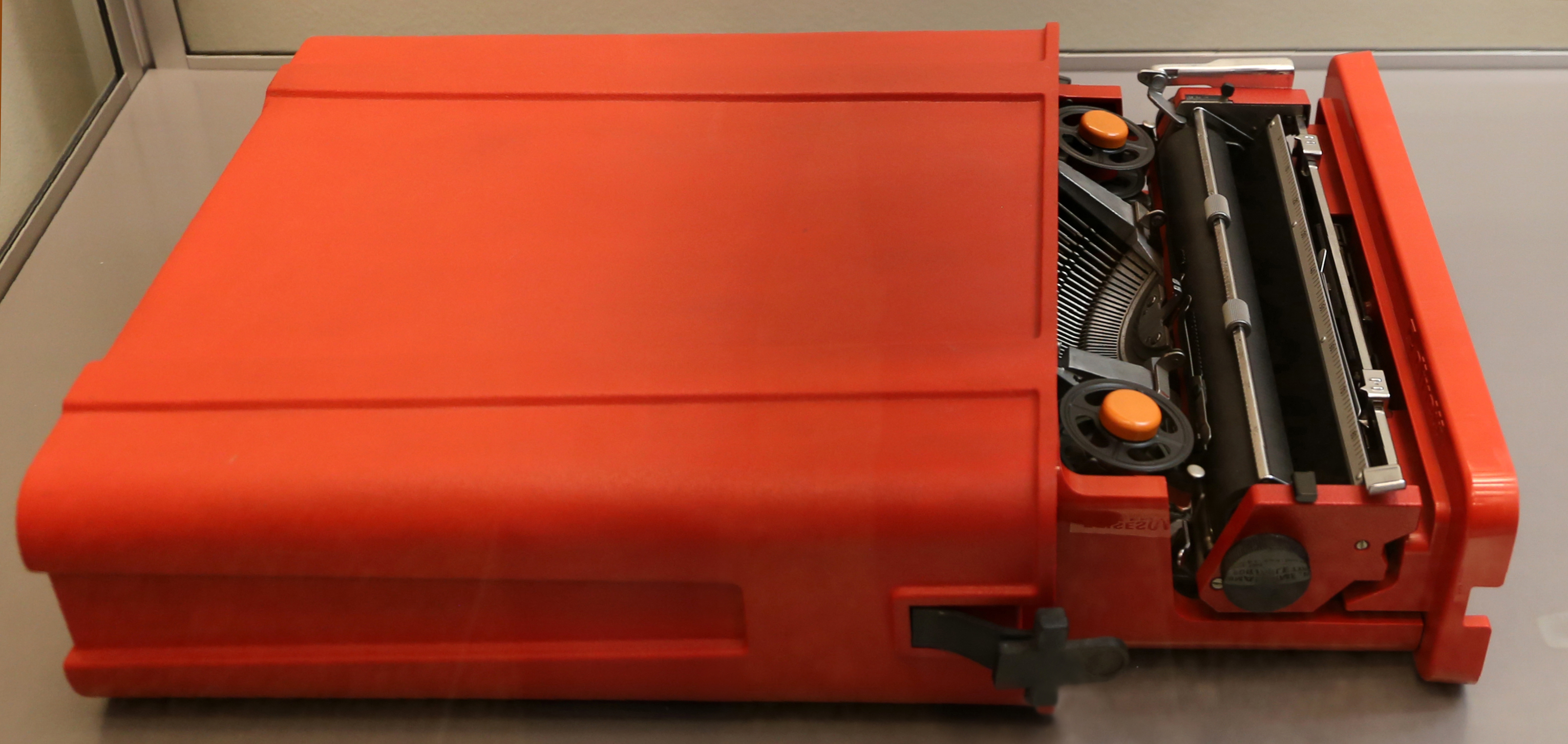
Olivetti Valentine (con estuche).

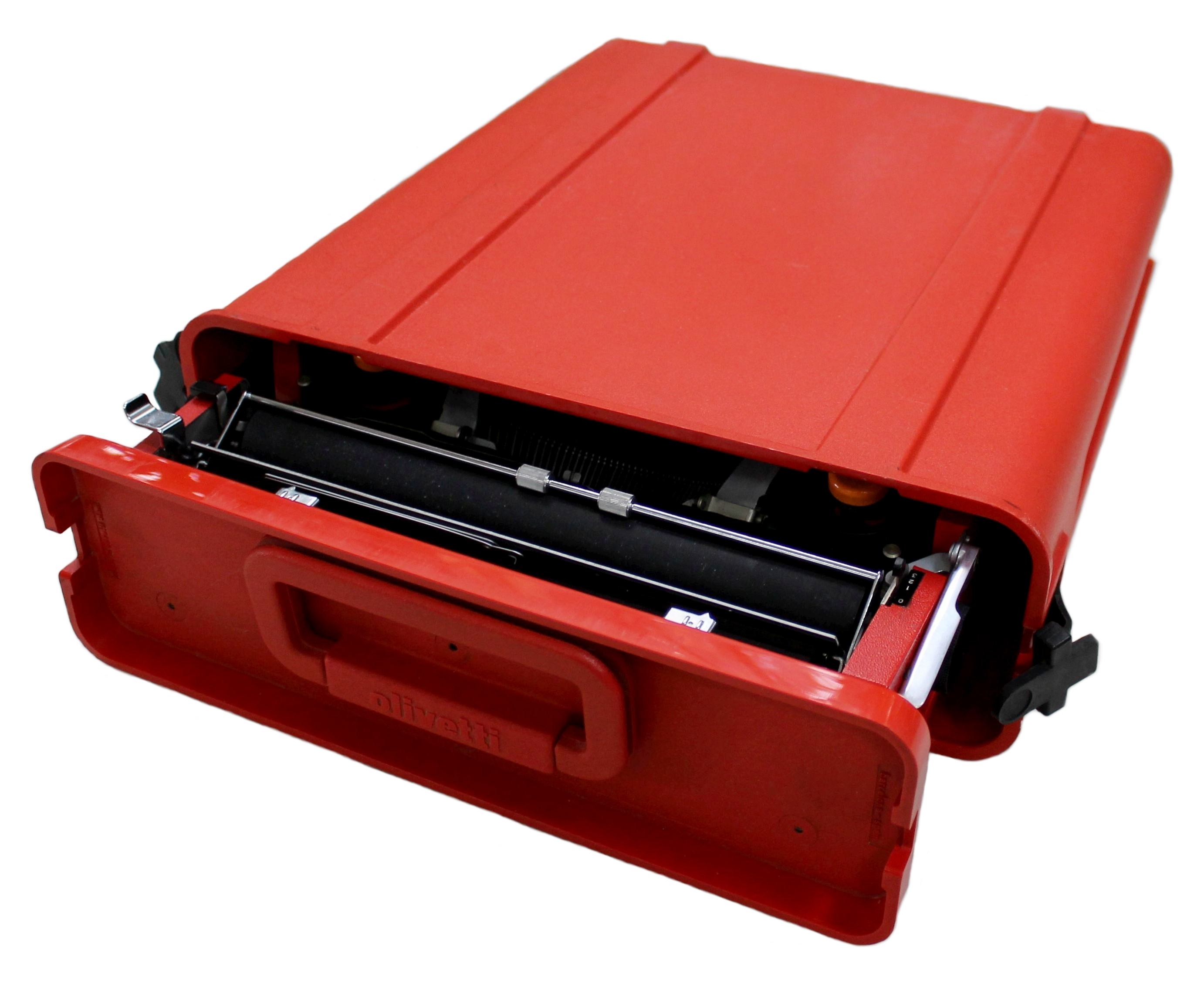
Olivetti Valentine (otra vista con estuche).

Olivetti concibió originalmente la Valentine como una respuesta a la inundación de máquinas de escribir manuales de diseño pragmático y económico que surgió a principios de la década de 1960 en Japón, como las de Brother y Silver Seiko.
Creyendo que el diseño no debe ser sólo funcional sino también sensual y emocionalmente atractivo, Sottsass prototipó sus ideas en Moplen (una marca registrada temprana de polipropileno), proponiendo un diseño muy básico pero de colores llamativos y muy asequible: eliminando las letras minúsculas, exponiendo sus tapas de cinta y renunciando a una campana para el margen derecho. Sottsass prodigó detalles económicos y atentos en todo el diseño, llegando tan lejos como para resolver cuidadosamente en estudios de bocetos el espacio negativo alrededor de cada extremo del vagón.
Olivetti se resistió y promovió más funciones que, en última instancia, harían que la máquina de escribir fuera relativamente cara. Olivetti insistió en utilizar plástico ABE moldeado por inyección, más costoso, impregnado de color y resistente a los impactos, en lugar del Moplen del prototipo, así como en la capacidad de usar mayúsculas y minúsculas y en la campana del margen derecho. Tras estos desacuerdos, Sottsass se distanció del proyecto, a pesar de haber completado en gran medida el diseño, así como su campaña publicitaria de lanzamiento. Sus colegas, el diseñador británico Perry King y el canadiense Albert Leclerc, completaron la obra.
El diseño en sí era sorprendente y no conformista, deconstruyendo en gran medida lo que típicamente sería el cuerpo de la máquina de escribir, revelando elementos normalmente ocultos, utilizando «teclas flotantes» y un «riel» de plástico del color de la carrocería delante de la barra espaciadora, visualmente separado del cuerpo principal de la máquina de escribir. Sottsass citó los pezones anaranjados y los pechos rosados de las pinturas de desnudos de Tom Wesselmann como inspiración para las gorras de cinta naranja de San Valentín; eligió el color rojo brillante para enfatizar la creatividad informal en lugar de la seria monotonía del trabajo de oficina.
En una época en la que la mayoría de los estuches de máquinas de escribir presentaban cremalleras elaboradas y diseños de maletas voluminosas, Sottsass propuso una funda de plástico barata, moldeada por inyección y de color a juego, con esquinas suavemente redondeadas y un acabado texturizado que podía combinarse con la carrocería de plástico de la máquina de escribir; la «placa» trasera de la máquina de escribir se convirtió en la parte superior del estuche, fijándose a la máquina de escribir mediante dos correas/pestañas de goma negras en los extremos opuestos del estuche, permitiendo así que la Valentine se pudiera llevar como un maletín. El estuche también podía servir como bote de basura o taburete de uso liviano cuando se utilizaba la máquina de escribir. La historiadora del arte Deborah Goldberg dijo que el hecho de que un diseñador dedicara tanta atención al estuche de la máquina de escribir era en sí mismo radical.

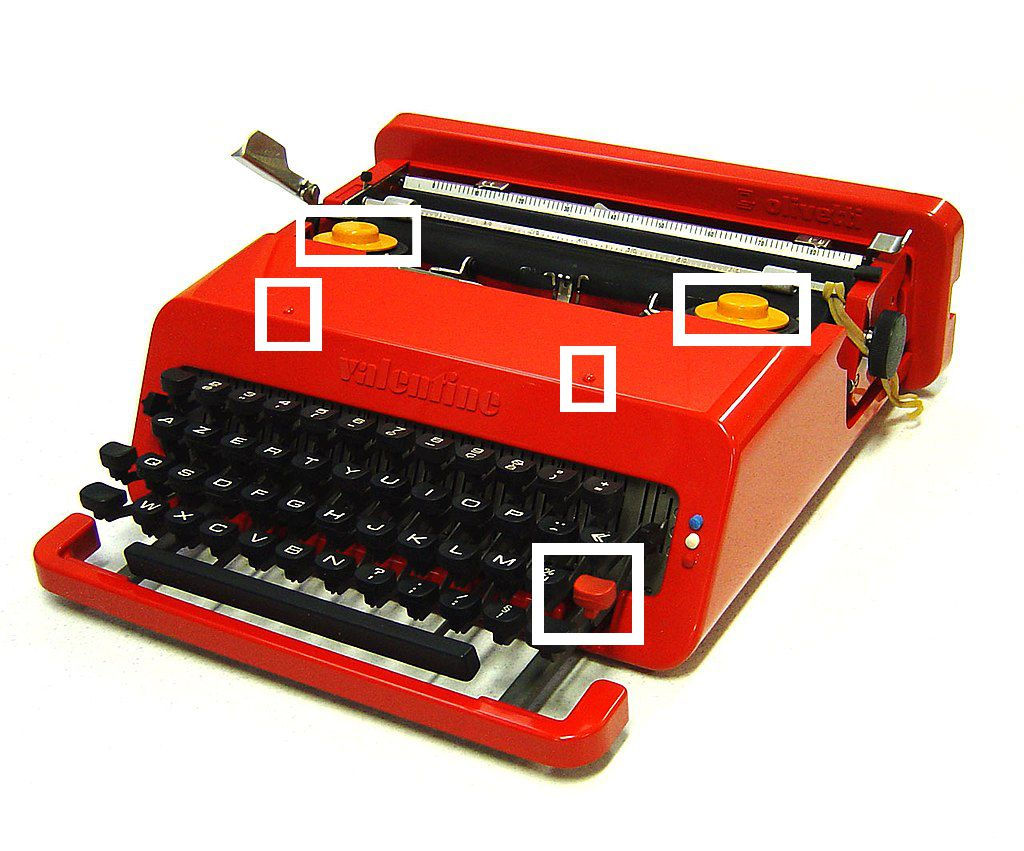
Un ejemplo posterior de una Valentine, resaltada con varios cambios importantes, realizados durante el transcurso de la producción: cubiertas de carrete de cinta de color naranja agrandadas, hoyuelos para mitigar las rozaduras y tecla de tabulación con función de tabulación. El modelo Valentine S no incluía tabulador.

Los detalles incluían teclas de plástico negro y letras blancas; tapas de carrete de cinta de plástico naranja, brazo de retorno de metal plateado y guía de papel; soportes de papel dobles cromados, estilo oreja de conejo; patas de goma negras; manija giratoria de plástico rojo en la parte posterior de la máquina de escribir, así como letras «Valentine» en relieve integrales a lo largo del frente y «olivetti» en la placa trasera. En la introducción, el manual del usuario estaba impreso en un conjunto de pequeñas «etiquetas» unidas con un lazo de cuerda, con frases atrevidas que describían las funciones principales, acompañadas de simples ilustraciones en blanco y negro. A lo largo de la producción, las revisiones de diseño incluyeron agrandar las tapas de cinta naranja y agregar dos hoyuelos prominentes en la parte superior de la carrocería, para ayudar a evitar rayones al retirar la máquina de escribir o devolverla a su estuche.
Aunque a menudo se la denominaba la rossa portatile («la roja portátil»), la Valentine también se fabricó posteriormente en cantidades muy pequeñas en blanco, azul y verde, respectivamente, para Italia, Francia y Alemania.
Varias máquinas de escribir similares precedieron o emularon de cerca el diseño de Valentine. Cabe destacar que la Valentine compartía numerosas características (incluido su color rojo intenso, teclas negras flotantes y cuerpo de máquina de escribir ABE con una placa trasera pronunciada que se acoplaba a una funda de plástico) con la máquina de escribir Monpti, diseñada por Stefan Lengyel en 1968 (el mismo año en que se diseñó la Valentine) para Zbrojovka Brno NP en Vyškov, Checoslovaquia. Además, el diseñador industrial Carl Wilhelm Sundberg (Países Bajos, 1910-1982), que trabajaba para Sperry Rand Corporation, patentó en 1963 una máquina de escribir con cuerpo de plástico sin especificar ABE para la futura máquina de escribir roja de la compañía, la Remington Starfire. El 31 de marzo de 1972, Antares SPA de Milán registró una marca en Estados Unidos para Antares Lisa, una máquina de escribir con un diseño deconstruccionista similar (teclas flotantes, barra espaciadora flotante, con un «riel» del color de la carrocería visiblemente separado delante de la barra espaciadora). Finalmente, este modelo se comercializó en Estados Unidos como Montgomery Ward Model 22.
Con el tiempo, Sottsass consideró el diseño empalagoso y llegó a resentirse abiertamente de Valentine, diciendo: «Trabajé sesenta años de mi vida, y parece que lo único que hice fue esta maldita máquina roja. Y salió un error. Se suponía que iba a ser un dispositivo portátil muy económico, para vender en el mercado como [un bolígrafo desechable]... luego la gente de Olivetti dijo que no se podía vender».

## Publicidad y ventas
Sottsass quería que la Valentine tuviera una imagen propia y distintiva, que «prevaleciera sobre la imagen global de Olivetti». Juntos, se comprometieron a crear el mercado para la Valentine, priorizando al grupo demográfico que pudiera apreciar el diseño de la máquina de escribir como un artículo de ocio, tanto o más que sus características mecánicas. Sería atractivo para «los jóvenes o las personas con una sensibilidad juvenil, abiertas al atractivo de lo nuevo y de la moda», ya que los anuncios de Valentine retratan «un deseo de ser creativo y tomar riesgos».
Olivetti realizó una extensa investigación de mercado. En la declaración de marketing de Olivetti en la presentación de Valentine, Sottsass señaló:
Como nos pidieron que pensáramos también en diseñar el/los anuncio(s) para este producto, tratamos de hacer algo que representara y explicara estas ideas, y fuimos a poner el Valentine en tantos lugares como fuera posible para ver cómo se comportaba y qué estaba pasando a su alrededor y tomamos muchas fotografías.
Así que después de un tiempo llegamos a poseer una gran documentación, una especie de reportaje del viaje hecho entre la gente por un objeto en lugar de una persona, y ni siquiera fue tan mal, porque todos estaban muy contentos de jugar con esta Valentín y de estar juntos con ella y por lo demás ella también, este objeto rojo, terminó mimetizándose bastante bien con las cosas que ya existen en el mundo, las cosas naturales y las cosas artificiales que hacen esta gran confusión en la que vivimos.
La publicidad del lanzamiento finalmente utilizó una serie de artistas gráficos: el propio Sottsass junto con Roberto Pieraccini, Walter Ballmer, Egidio Bonfante, Tadaaki Kanasashi, Tesro Itoh, Yoshitaro Isaka, George Leavitt, Graziella Marchi, Adrianus Van Der Elst y Milton Glaser, haciendo referencia a la pintura La muerte de Procris (circa 1495) de Piero di Cosimo, representaron al Valentine en un entorno renacentista con un perro, sugiriendo que «también era el mejor amigo del hombre».
El Valentine se posicionó como un producto de consumo masivo que cualquiera podía usar en cualquier lugar. Se colocaron grandes carteles en las calles de la ciudad, en el metro y en los trenes; los anuncios de radio anunciaron su llegada junto con anuncios en revistas populares. Olivetti también encargó una serie de anuncios publicitarios en vídeo cortos y vanguardistas (disponibles en YouTube) para que se proyectaran antes de las películas, durante los preestrenos, entre ellos: Mujer con puro; Escribe desde el corazón; Mujer en el espacio; Jóvenes japoneses; Niño con motocicleta; Jóvenes hippies; Pinball; y La portátil roja.
En la presentación de Olivetti en 1969, Sottsass anunció: «Lo portátil, hoy en día, se convierte en un objeto que uno lleva consigo como si llevara una chaqueta, unos zapatos o un sombrero; me refiero a esas cosas a las que prestamos atención y a las que no; cosas que van y vienen, cosas que tendemos a desmitificar cada vez más».
El Valentine se presentó formalmente el día de San Valentín de 1969. en un mercado en gran medida poco receptivo. La producción se realizó inicialmente en Italia, luego en España y México. En su lanzamiento en Estados Unidos, el Valentine se vendió por 259 dólares, mientras que el ultraportátil Royal Mercury con cuerpo de metal se vendió por 49 dólares. Aunque Olivetti había proyectado ventas de millones, el Valentine logró ventas de unas pocas decenas de miles; inicialmente fue retirado y solo volvió a producción por demanda popular.

## En la cultura popular

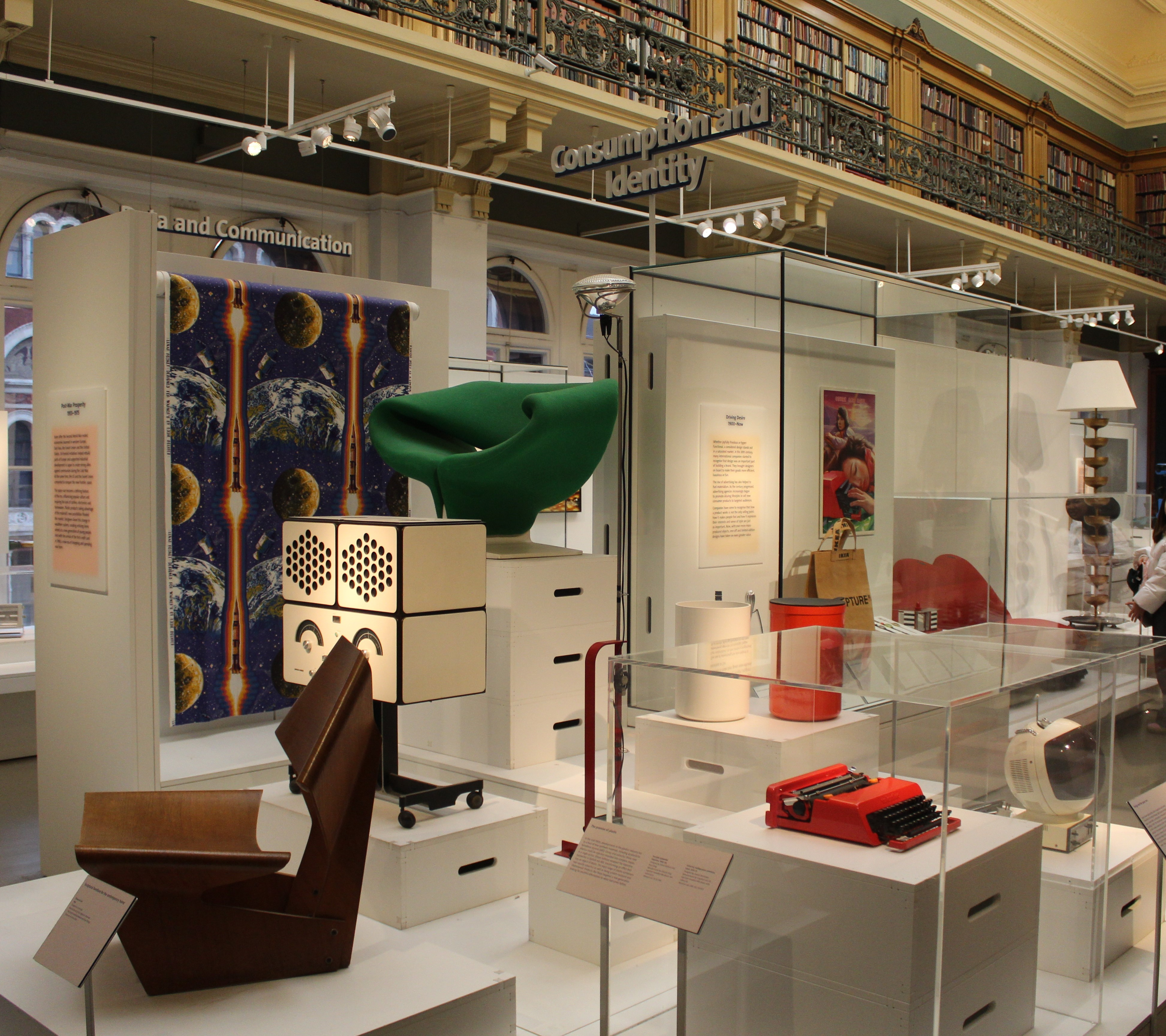
Un ejemplo fotografiado en la Sala 76, Museo de Victoria y Alberto, Londres (2024).

Brigitte Bardot fue fotografiada con una Valentine, en 1970 Richard Burton y Elizabeth Taylor fueron fotografiados en el aeropuerto de Londres-Heathrow llevando una Valentine; y la Valentine fue utilizada por el personaje principal en La naranja mecánica (1971) de Stanley Kubrick. El diseñador de Braun, Dieter Rams, tenía una Valentine. Apareció en la película de 2007 Los testigos.
En 1999, en su ciudad natal de Ivrea, el Archivo Histórico Olivetti organizó una exposición en honor del 30.º aniversario de la Valentine, titulada Rosso, Rosso Valentine, que posteriormente se repitió en Milán, Praga, Budapest, Génova y Turín.
En 2016, la máquina de escribir Valentine de David Bowie se vendió en una subasta en Sotheby's en Londres por 45 000 libras, frente a una estimación previa a la venta de 300 a 500 libras.
En 2017, Peter Olivetti, bisnieto de Camillo Olivetti, fundador de la corporación Olivetti, creó un homenaje a la Valentine en forma de bicicleta, utilizando el juego de tubos Cento del centenario creado por la empresa italiana Columbus. Presentaba detalles que recordaban a la máquina de escribir: el color, los tres pequeños puntos de color que recordaban la selección de cinta de la máquina de escribir y un punto naranja en la bomba que recordaba las tapas de la cinta.